# 纳米马达
纳米马达是一种能够将能量转化为机械能的分子或纳米级装置。
自然界中就存在纳米马达，例如细菌、精子等具有鞭毛的细胞, 通过三磷酸腺苷或质子供能的蛋白质马达摆动鞭毛，从而实现自主运动。
人工纳米马达是仿生自然界中纳米马达的一种材料，用于核酸、蛋白质和药物运输、癌症诊断、无创显微手术、化学传感、环境修复等领域。根据能量来源不同，可分为化学驱动、物理场驱动以及混合动力驱动的纳米马达。